# Mydaea setitibia
Mydaea setitibia är en tvåvingeart som först beskrevs av Huckett 1965.  Mydaea setitibia ingår i släktet Mydaea och familjen husflugor. Inga underarter finns listade i Catalogue of Life.